# Cargadero de Orconera
El cargadero de Orconera o puente de los Ingleses es un antiguo cargadero de mineral de hierro que se localiza en el municipio cántabro de El Astillero.

## Historia
Fue diseñado por José MacLennan y su construcción fue autorizada el 17 de febrero de 1891 y las obras concluyeron el 21 de abril de 1893, en 1896 pasó a ser propiedad de la compañía Orconera Iron Ore y estuvo en funcionamiento hasta 1986. Hasta el cargadero era transportado, en vagonetas, el mineral extraído de la sierra de Peña Cabarga y del entorno de la bahía de Santander y se cargaba en las bodegas de los barcos con destino, mayoritariamente, al Reino Unido.
El primer barco que llegó al cargadero de Orconera se produjo el 24 de marzo de 1894 y zarpó con 1.800 toneladas al puerto inglés de Middlesbrough. Los últimos barcos que llegaron a finales de la década de los setenta tenían como destino los Altos Hornos de Vizcaya. En 1994 se restauró como consecuencia de las obras de la autovía del Cantábrico.
En abril de 2013 fue declarado Bien de Interés Local, con categoría de monumento, por el Gobierno de Cantabria.

## Características y evoluciones

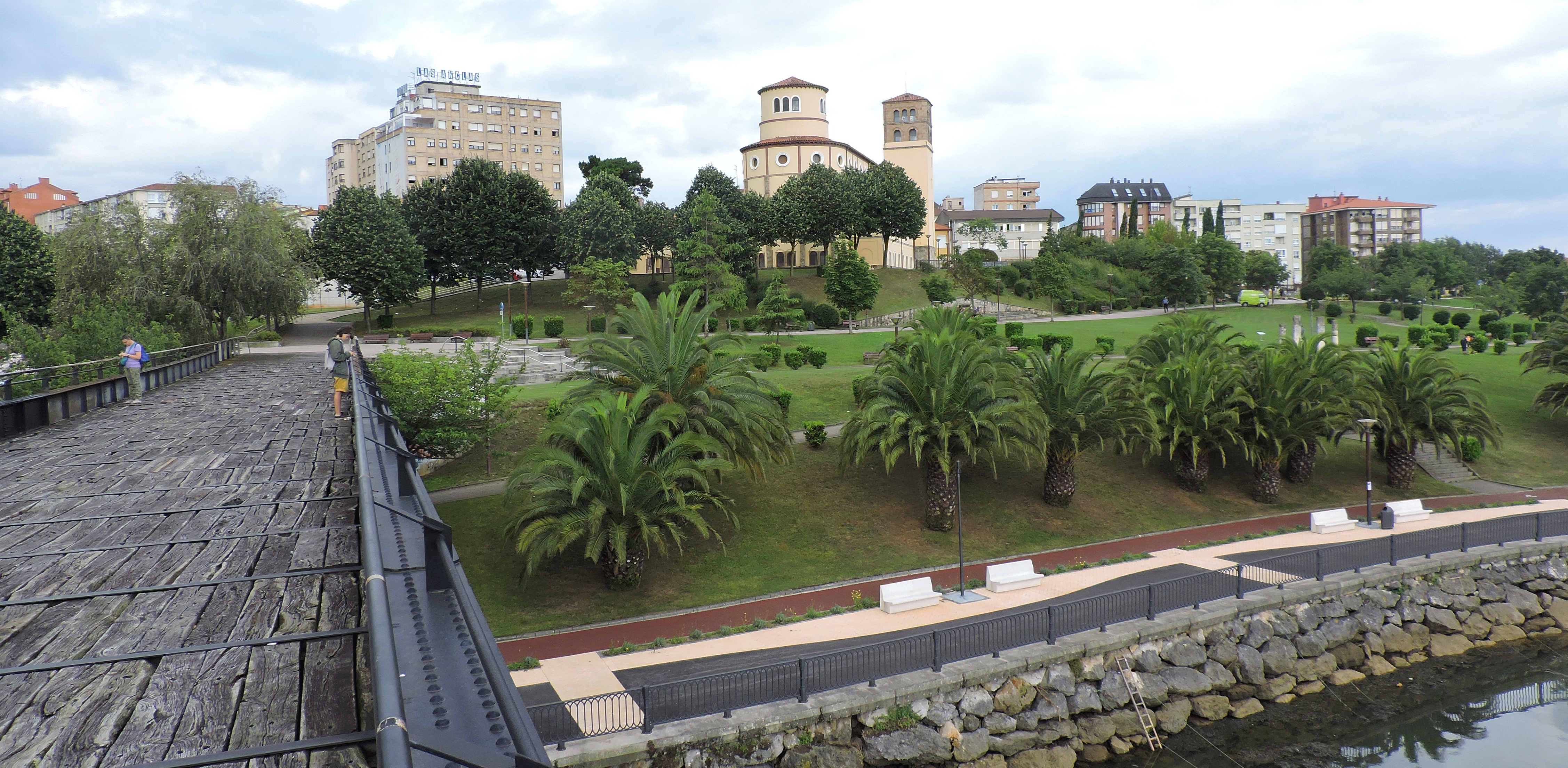
El Astillero desde el cargadero

El cargadero se construyó originalmente en tres partes: una línea de muros de 45 metros sosteniendo un terraplén interior, un paso superior al ferrocarril entre Santander y Solares con 12 metros de longitud a la altura reglamentaria y el embarcadero con 66,50 metros de longitud, 6,50 metros de ancho y 8,30 metros de altura sobre el terreno de la marisma.
La maniobra en el muelle era sencilla: los trenes que llegaban de los lavaderos se detenían al llegar al cargadero, descomponiéndose el convoy de vagonetas, rodando solas por la vía superior hasta el basculador donde se vaciaban, cayendo el mineral al barco que se encontraba atracado al costado. Una vez descargados, las vagonetas tomaban la vía inferior, marchando solos por la pendiente que tenía para formar en una pequeña vía el convoy de vuelta a los lavaderos.
Debido al aumento del tráfico de minerales que soportaba la ría de Astillero y, por tanto, la necesidad de aumentar la capacidad de transporte, en 1902 se colocó una viga longitudinal, varias viguetas transversales y una acera volada sostenida por ménsulas para el tránsito de peatones. En la década de 1970, las vagonetas se cambiaron por una cinta transportadora y se construyó una caseta para albergar su motor.
Este cargadero ha sido el que más tiempo ha permanecido en funcionamiento en la Comunidad de Cantabria lo que ha redundado en su estado de conservación hasta 1994, en que ya, fuera de uso, fue restaurado con motivo de las obras de la autovía del Cantábrico, cuyo trazado pasa por debajo, fecha en la que se realizaron dos túneles bajo el mismo por los que circulan la línea ferroviaria Santander-Bilbao y la autovía.